# Paul Cuisset
Paul Cuisset (1964) is een Franse programmeur en ontwerper van computerspellen.

## Carrière
Cuisset was hoofdontwerper bij het bedrijf Delphine Software International en de bedenker van het computerspel Flashback dat werd vermeld in het Guinness Book of Records als het bestverkochte Franse spel ooit.
Cuisset was ook mede-directeur van de Franse computerspelontwikkelaar VectorCell, dat hij samen met Lexis Numerique runde. Cuisset ontwierp twee spellen bij VectorCell, waarvan een remake van Flashback. Deze titels waren niet succesvol en het bedrijf ging failliet in 2013.
Op 9 juli 2014 lanceerde Cuisset een Kickstarter-campagne voor de ontwikkeling van het avonturenspel Subject 13 dat uitkwam op 28 mei 2015. Het spel is in samenwerking met Microïds ontwikkeld.

## Spellen
Een lijst van titels waar Paul Cuisset bij betrokken was in de ontwikkeling zijn:
- Space Harrier (1988)
- Future Wars (1989)
- Bio Challenge (1989)
- Operation Stealth (1990)
- Cruise for a Corpse (1991)
- Flashback (1992)
- Shaq Fu (1994)
- Fade to Black (1995)
- Time Commando (1996)

- Moto Racer (1997)
- Moto Racer 2 (1998)
- Darkstone (1999)
- Moto Racer 3 (2001)
- Mister Slime (2008)
- Amy (2012)
- Flashback (remake, 2013)
- Subject 13 (2015)